# Sikorsky VS-44
El Sikorsky VS-44 fue un hidrocanoa tetramotor estadounidense producido por Sikorsky Aircraft en los preámbulos de la Segunda Guerra Mundial, tan solo se produjeron cuatro unidades, la primera unidad construida fue un prototipo militar para la US Navy y las tres restantes fueron de uso civil como transporte de pasajeros.

## Historia
El Sikorsky VS-44, un hidrocanoa de gran envergadura fue diseñado en 1935 por el ingeniero Igor Sikorsky, en la fábrica United Aircraft.
Eran los tiempos en que este tipo de aeronaves era demandada por aerolíneas locales para el vuelo local en territorios insulares y transoceánicos, debido a que no requerían de la construcción de pistas de aterrizaje con los consiguientes costos asociados y además en caso de emergencias, estos podían amerizar con altas probabilidades de salvar a la tripulación y pasajeros, por lo que se les consideraba seguros. El primer aparato fue el prototipo denominado XPBS-1 que voló el 13 de agosto de 1937 y pasó a ser el XPBS-1, versión militar de bombardero de patrulla; estaba propulsado por cuatro motores Pratt & Whitney XR-1830-68 de 1.050 cv unitarios y tenía una torreta caudal con una ametralladora de 12,7 mm, en lo que era la primera vez que un equipo de este tipo se instalaba en un aparato militar estadounidense; armas similares se instalaron en la torreta de proa y en puestos de tiro laterales.
Aunque no fue puesto en producción, sin embargo, fueron construidos tres de estos aviones en la versión civil Sikorsky VS-44.
American Export Airlines (AEA) encargo estos tres ejemplares para una pretendida ruta transatlántica, a Gran Bretaña y Francia, pero todo se retrasó debido a la obtención del certificado de la CAB. Estaban dotados de unos excepcionales estándares de comodidad: aire acondicionado, snack bar, cocina y cafetería, asientos convertibles en camas y vestidores. Dichos aparatos fueron bautizados con los nombres de Excalibur, Excambian y Exeter.
El comienzo de la Segunda Guerra Mundial truncó los servicios transoceánicos de pasajeros. El 12 de enero de 1942, el Servicio de Transporte Aeronaval de la US Navy confió a AEA un contrato para operar una ruta a través del Atlántico, siéndole concedido el 10 de febrero de 1942 un certificado civil temporal para cubrir un servicio sin escalas Nueva York - Foynes (Irlanda) pero con carga y militares a bordo. Comenzando a operar en junio y siendo mantenida dicha ruta durante toda la guerra.
Uno de ellos, el segundo de la serie, el Excalibur se estrelló en Botwood, New Foundland en 1942 con el resultado de 11 bajas de un total de 37 pasajeros. Los otros dos aparatos sobrevivieron al conflicto.
Terminado el conflicto, los dos aparatos restantes siguieron volando para American Overseas Airlines, (Ex-American Export Airlines)bajo el alero de American Airlines.
La tercera unidad, el Exeter fue vendido a la línea TACI de Montevideo, Uruguay en 1946 y el cual se accidentó en el Río de la Plata en 1947 con 4 fallecidos de un total de 5 pasajeros.

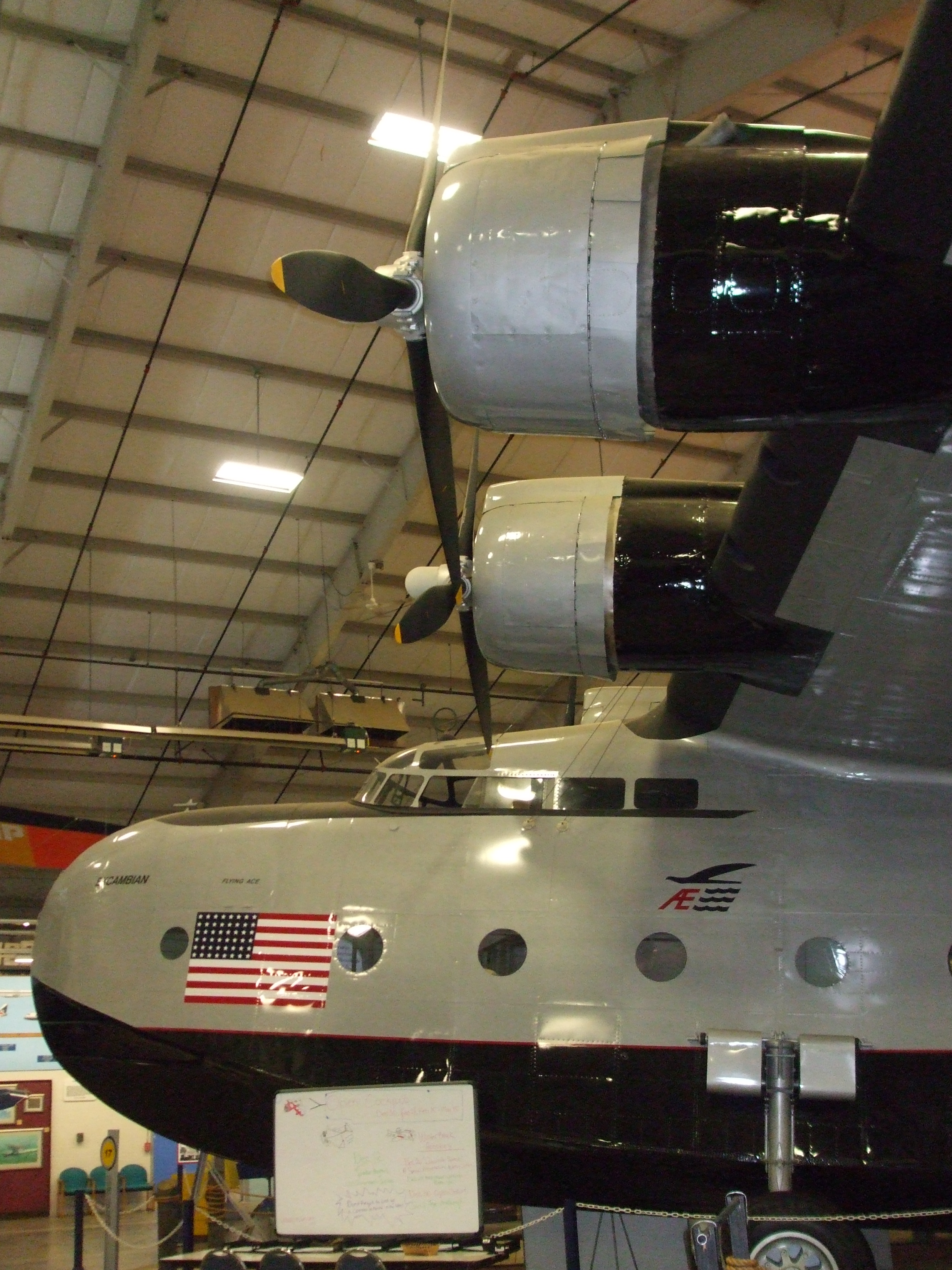
Sikorsky VS-44 Excambian en el New England Air Museum, Windsor Locks, Connecticut

Tan solo quedaba la segunda unidad, el Excambian el cual operó hasta 1949 para la AOA y pasó por un par compañías sucesivamente: una de ellas fue una compañía peruana que lo operó entre Ancón, Perú y el Amazonas. En 1957 fue transferido a otra compañía, la Avalon Air Transport, una línea aérea de Long Beach que lo apodó como "Mother Goose" (Madre Gansa) y lo utilizó para viajes de turismo en períodos veraniegos entre la referira localidad y la isla Catalina hasta 1967, en el invierno era objeto de mantenimiento.
En 1968 fue adquirido por Antilles Air Boats, una línea aérea basada en las Islas Vírgenes y fundada por el general (en reserva) Charles F. Blair, Jr. quien rebautizó este avión como La Reina de los Cielos, en honor a su tercera esposa, la famosa actriz Maureen O'Hara.
Este aparato resultó dañado en 1969 por encallamiento. Fue retirado del servicio y arrendado como un simple puesto de Hot Dog hasta 1972, después quedó en estado de abandono. Maureen O'Hara donó este aparato en 1976 al Museo de Aviación Naval de Pensacola, Florida para su restauración y exhibición siendo restaurado a partir de abril de 1983 en el Sikorsky Memorial Airport y más tarde cedido permanentemente al New England Air Museum sito en Windsor Locks, Connecticut
El prototipo XPBS-1, versión militar fue evaluado en 1938 por el Comité de Revisiones Aeronáuticas de la US Navy pero no fue aceptado para un contrato de fabricación. No obstante esta única unidad entró en servicio dentro de la Marina como transporte especial de pasajeros vip militares y labores de patrulla.
Este avión operó entre Pearl Harbor y la estación naval de Alameda en California. El 30 de junio de 1942, recién acabada la Batalla de Midway, el XPBS-1  golpeó un tronco sumergido al amerizar en Alameda procedente de Hawái y uno de sus pasajeros vip, el almirante Chester W. Nimitz se salvó con algunas heridas, mientras que otro oficial, el teniente Thomas Roscoe falleció. El XPBS-1 se hundió.

## Especificaciones (VS-44A)
Referencia datos: Aerofiles : Sikorsky, American flying boats and amphibious aircraft : an illustrated history

### Características generales
- Tripulación: Cuatro-cinco
- Capacidad: 24 a 47 pasajeros
- Longitud: 24,16 m
- Envergadura: 37,80 m
- Superficie alar: 155 m2
- Perfil alar: raíz: NACA 23018; punta: NACA 23009[9]
- Peso vacío: 11 978 kg
- Peso cargado: 22 017 kg
- Peso máximo al despegue: 26 082 kg
- Planta motriz: 4× motor radial de 14 cilindros en dos filas refrigerado por aire Pratt & Whitney R-1830-S1C3-G.
  - Potencia: 890 kW (1200 hp) cada uno.

### Rendimiento
- Velocidad máxima operativa (Vno): 340 km/h
- Velocidad crucero (Vc): 282 km/h
- Alcance: 5790 km
- Techo de vuelo: 5790 m (18 996 pies)

### Secuencias de designación
- Secuencia S-_ (interna de Sikorsky): ← S-41 - S-42 - S-43 - VS-44 - S-45
- Secuencia PB_S (Bombarderos de Patrulla de la Armada estadounidense, 1935-1962 (Sikorsky, 1928-1962)): XPBS
- Secuencia JR_K (Aviones de Transporte Utilitario de la Armada estadounidense, 1935-1955 (Nash-Kelvinator, 1942): JRK
- Secuencia JR_S (Aviones de Transporte Utilitario de la Armada estadounidense, 1935-1955 (Sikorsky, 1928-1962): JRS - JR2S

### Listas relacionadas
- Anexo:Aeronaves militares de los Estados Unidos (navales)